# Влодавски окръг
Влодавски окръг (на полски: Powiat włodawski) е окръг в Източна Полша, Люблинско войводство. Заема площ от 1256,42 км2. Административен център е град Влодава.

## География
Окръгът обхваща земи от историческите области Полесия и Червена Рус. Разположен е в източната част на войводството.

## Население
Населението на окръга възлиза на 39 937 души (2012). Гъстотата е 32 души/км2.

## Административно деление
Административно окръгът е разделен на 8 общини.
Градска община:
- Влодава

Селски общини:
- Община Вирики
- Община Влодава
- Община Воля Ухруска
- Община Стари Брус
- Община Уршулин
- Община Ханна
- Община Ханск

## Фотогалерия
- Влодова
- Воля Ухруска